# Збірна Бахрейну з футболу
Збірна Бахрейну з футболу (араб. منتخب البحرين لكرة القدم) — представляє Бахрейн на міжнародних футбольних змаганнях. Контролюється Футбольною асоціацією Бахрейну. Вона ніколи не потрапляла на Чемпіонат світу з футболу. Збірна була створена в 1951 році і прийнята в ФІФА в 1966 році.
Бахрейн зайняв 4 місце на Кубку Азії 2004, вигравши в Узбекистану в чвертьфіналі, але програвши Японії 3:4 в півфіналі.
Станом на 3 квітня 2025 посідає 84-e місце у рейтингу футбольних збірних світу.

## Чемпіонат світу
- з 1930 по 1974 — не брала участь
- з 1978 по 1986 — не пройшла кваліфікацію
- 1990 — вибула
- з 1994 по 2018 — не пройшла кваліфікацію

## Кубок Азії
- з 1956 по 1968 — не брала участь
- 1972 — не пройшла кваліфікацію
- 1976 — не пройшла кваліфікацію
- 1980 — не пройшла кваліфікацію
- 1984 — не брала участь
- 1988 — груповий етап
- 1992 — не пройшла кваліфікацію
- 1996 — не пройшла кваліфікацію
- 2000 — не пройшла кваліфікацію
- 2004 — четверте місце
- 2007 — груповий етап
- 2011 — груповий етап
- 2015 — груповий етап
- 2019 — ⅛ фіналу

## Досягнення
- Арабські Ігри (2011)
- Ігри Перської Затоки (2011)